# 田丁
田丁（1928年—1991年5月22日），陕西渭南人，中华人民共和国外交家。

## 生平
田丁早年肄业于同济大学。1951年入中国人民大学外交班，后进入中华人民共和国外交部。1983年，担任中华人民共和国驻塞拉利昂大使。1986年，担任中华人民共和国驻巴基斯坦大使。1991年4月底，田丁卸任驻巴基斯坦大使一职回国。5月22日，在陪同来访的巴基斯坦国民议会议长参观访问时，突发隐性冠心病猝死，得年63岁。